# 권이혁
권이혁(權彛赫, 1923년 7월 13일 ~ 2020년 7월 12일)은 대한민국의 공무원이다. 본관은 안동, 호는 우강(又岡).

## 학력
- 1947년 서울대학교 의과대학 학사
- 1951년 서울대학교 의과대학원 의학 석사
- 1956년 미네소타 대학교 대학원 보건학 석사
- 1960년 서울대학교 의과대학원 의학 박사

## 생애
1947년 서울대학교 의과대학 학사, 1951년 서울대학교 의과대학원 의학 석사, 1956년 미네소타 대학교 대학원 보건학 석사, 1960년 서울대학교 의과대학원 의학 박사 학위를 취득하였다.
1965년부터 서울대학교 의과대학 교수로 재직했다. 대학교육행정에서 두드러진 활약을 하여 모교의 의과대학장(1970~76), 의학교육연수원장(1975~76), 보건대학원장(1976~78), 서울대학교 병원장(1979~1980)을 역임, 1980년에 제15대총장의 자리에 올랐다. 
1983년 전두환 대통령 시대에 제26대 문교부 장관으로 재임하였다.(1983~85) 이후 한국교원대학교 총장(1985~88)을 거쳐 제22대 보건사회부 장관(1988~89), 제3대 환경처 장관(1991~92) 등을 역임하였다.

### 한국형 보건학 정립
건강인을 포함하는 인구집단의 건강을 대상으로 하는 새로운 의학영역, 보건학을 한국에 정착시켰다. 보건학은 인구집단을 대상으로 불건강 요인을 연구, 탐색하고 그 요인의 효과를 제거 또는 경감하는 수단을 개발해 인구집단 전체의 건강을 증진하고자 하는 새로운 의학영역이다. 보건학의 학문적 개념과 이념을 한국에 처음 도입해 실정에 맞는 보건학을 연구, 개발하여 정립하였으며, 이를 위해 1960년대부터 인구집단에 대한 사회의학적 및 생태의학적 연구를 수행했는데 특히 도시인구, 영세민/저소득층, 인구, 맹인, 소아인구, 노인인구, 임산부 인구 등을 연구대상으로 하여 특수성이 다양하고 광범위하게 반영되는 발전된 한국형 보건학을 정립했다. 1960년대부터 한국 보건학을 개발, 정립하는 학문적 활동을 지속했으며, 저서 ‘最新保健學’은 1982년 대한민국학술원 저작상을 수상하며 그 성과를 인정받았다. 이러한 노력에 힘입어 오늘날 보건학은 각 대학 및 대학원에서 가장 보편적으로 개설, 운영되는 교양 또는 전공 교과목의 하나가 될 수 있었다. 1988년 보건사회부 장관직을 수행하면서 국민보건체계를 확립하여 국민보건향상에 크게 기여했다. 영양, 환경, 질병관리, 인구의학, 식품공중위생관리/의약품 안전성 유효성 관리, 특수질환관리 등의 주요 국민보건향상 관련 기술개발과 함께 정책 개발을 선도했으며 보건사회행정의 과학화를 추진, 발전시켰으며 전 국민 의료보장체제를 완비했다.

### 새로운 의학교육
1970년대 초까지의 서울대학교 의과대학장직을 수행하면서(1970~1976), 한국의학교육 체제의 전면 개편을 위한 연구 사업을 추진했다. 교과과정 개편은 물론, 특히 학습 및 교육원리에 대한 교육자 연수교육 체제개발에 역점을 두었다. 한국 처음으로 통합교과목(일명 'Block Lecture')을 신설, 운영하는 교과과정 개편을 단행했고, 교육자 연수교육 체제를 개발했으며 전국 의과대학 교수들을 대상으로 학습 및 교육원리에 관한 연수교육을 담당하는 ‘의학교육연수원’을 서울대학교 의과대학 산하 기구로 설립, 운영하여 현재에 이르고 있다. 1970년 초에 개발, 개편한 의학교육 체제는한국 의학이 연구와 교육/인력양성에 있어 세계적인 수준으로 도약할 수 있는 결정적인 기반이 되었다.
1990년 3월 한국과학기술단체총연합회 제10대 회장으로 취임후, 과학기술 담당 부총리제 신설을 대정부 건의하여(1992년), 2004년에 과학부 부총리급 승격이 이뤄졌고 이를 통해 과학기술인의 권익신장에 크게 기여했다. 과학기술회관 건립을 1990년 추진, 1995년에 준공함으로써 국내외 과학기술 관련 학술행사를 수용하고 과학기술진흥의 풍토조성 마련했다.

### 민간차원의 남북과학기술 교류시작
1990년 4월 남북 민간과학기술교류협의회를 창립하고, 그 해 ‘8.15범민족대회’에 북한 과학기술계 인사들을 초청했으며, 북측의 조선과학기술총연맹과 과총 간의 협의체 구성을 전제로 한 정식교류를 제의하기도 했다. 이 초청은 성사되지 못했으나 1991년 8월 19일 중국 지린성 옌지시에서 열린 ‘91 중국 국제과학기술학술대회’에서 남북한 과학기술인의 첫 번째 공식 만남이 이뤄졌다. 대한민국 환경처 장관 재직 시(1991~1992) 환경기술연구개발 지원을 위한 예산편성을 신설해 종합환경연구단지 조성, 오염측정 장비현대화, 조사연구사업 강화 등의 국책사업을 추진했다. 또한 국제환경협약대책위원회 신설 및 한국과학기술연구원의 환경연구센터 등과 산·학·연 합동연구체제 구축 등 저공해기술개발을 촉진하는 인프라를 구축했다.
유네스코 한국위원회 부위원장(1981~85), 학술회 정회원(1981)을 거쳐 과학기술단체총연합회장(1990~92), 제24·25대 학술원 회장을 역임했다. 대한보건협회의 창립에도 관여하였다. 2006년 의학분야의 업적을 인정받아 제3회 서재필 의학상을 수상했다.

### 향년
2020년 7월 12일 97세 생일 전날에 노환으로 별세하였다.

## 주요 저서
- 주로 예방의학과 보건학 부문에서 연구 활동을 해 10여 권의 저서와 100여 편의 논문을 냈다.
- 주요 저서로는 ‘전염병관리’(1962), ‘공중보건학’(1963), ‘인구와 보건’(1967), ‘도시인구에 관한 연구’(1968), ‘최신보건학’(1978), ‘보건인구학총론’(1984) ‘인구보건환경’(2004), ‘온고지신’(2007) 등이 있다.

## 서훈
- 1953년 미국자유훈장
- 1968년 3.1문화상
- 1970년 국민훈장 동백장
- 1983년 청조근정훈장
- 1988년 국민훈장 무궁화장
- 2006년 자랑스러운 서울대인에 선정
- 2006년 제3회 서재필 의학상[1]
- 2007년 보건대상